# Linfield Football Club
El Linfield Football Club es un club de fútbol con sede en Belfast, Irlanda del Norte, que compite en la NIFL Premiership, máxima categoría del fútbol norirlandés. El club fue fundado como Linfield Athletic Club en 1886, y desde 1905 disputa sus encuentros como local en Windsor Park, que comparte con la selección de Irlanda del Norte. El escudo del equipo muestra el Castillo de Windsor, en referencia al nombre del estadio. El principal rival del Linfield es el Glentoran, con quien disputa el Belfast's Big Two, y que tradicionalmente incluye un encuentro en el Boxing Day de cada año, que generalmente atrae a la mayor asistencia de la temporada en la liga. El promedio de asistencia del Linfield a sus encuentros de local es de aproximadamente 2500 espectadores, el más alto en la categoría y que representa más del doble del promedio de asistencia general.
Fue el primer campeón y uno de los ocho clubes fundadores de la liga irlandesa en 1888, y es uno de los tres conjuntos, junto con el Glentoran y el Cliftonville, que se han mantenido en la máxima categoría de forma continua. El Linfield cuenta con 57 campeonatos de liga, más del doble de títulos que cualquier otro club de Irlanda del Norte. En 1922 el Linfield conquistó los siete campeonatos disponibles en esa temporada, y repitió el logro en 2004, cuando conquistó los cuatro torneos nacionales de ese año. También lograron en tres oportunidades un triplete local, y un récord mundial de 31 dobletes nacionales. Cuenta además con 44 títulos de la Copa de Irlanda del Norte, 12 de la Copa de la Liga y 4 torneos de toda la isla de Irlanda. A nivel continental, alcanzó los cuartos de final de la Copa de Europa 1966-67.

## Historia

### Fundación y primeros éxitos (1886-1962)
El Linfield fue fundado en marzo de 1886 en un área del sur de Belfast denominada Sandy Row por trabajadores de la Ulster Spinning Company's Linfield Mill, bajo la denominación de Linfield Athletic Club. El primer estadio del equipo se encontraba en la parte posterior del molino conocida como Meadow («el Prado»), pero se trasladaron a Ulsterville Avenue en 1889.

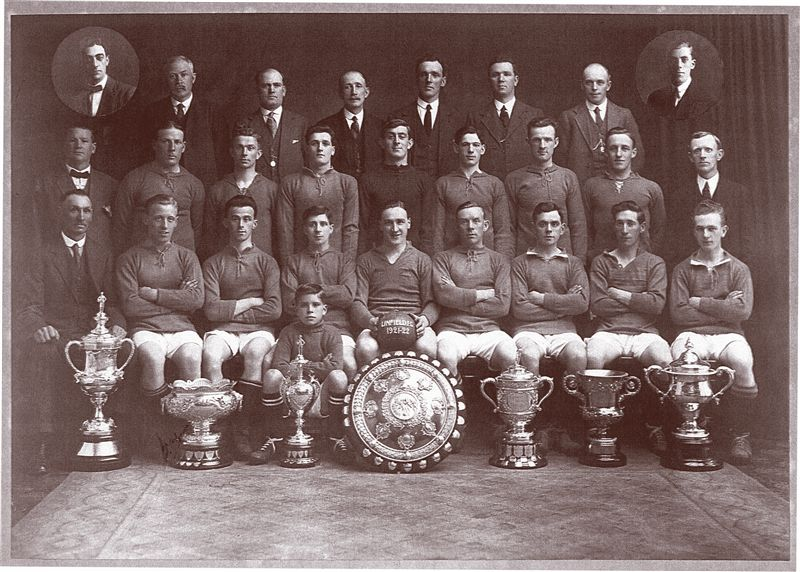
El histórico equipo del Linfield que conquistó siete títulos en la temporada 1921-22.

Después de la compra de una parte de tierra conocida como bog meadows («los prados de la ciénaga») justo al lado inferior de Windsor Avenue, en 1904, el club se estableció en Windsor Park, un campo que se ha convertido en su hogar permanente, acogiendo partidos internacionales desde su apertura. El primer partido en Windsor se jugó contra el Glentoran, con quien disputa el derbi conocido como Belfast's Big Two —aunque el Belfast Celtic eran los principales rivales del club en ese momento—, el 2 de septiembre de 1905.
En la temporada 1921-22, el club conquistó todos los trofeos nacionales que jugó al ganar la Liga de Irlanda, la Copa irlandesa, la County Antrim Shield, Alhambra Cup, Belfast Charity Cup, Gold Cup y la City Cup. El club repitió la hazaña en la temporada 1961-62 al ganar otros siete ítulos, incluyendo la Liga de Irlanda, la Copa irlandesa, la County Antrim Shield, Gold Cup, City Cupy y la Copa del Ulster. También ganaron la efímera Copa Norte-Sur, aunque en realidad fue de la temporada 1960–61. La congestión de partidos significó que la final no se podría jugar antes del final de la temporada, por lo que se llevó a cabo de nuevo en la temporada 1961-62. En abril de 2012 se celebró un evento en conmemoración de los 90 y 50 aniversarios de las exitosas temporadas de 1921-22 y 1961-62.

### Crisis general del fútbol norirlandés (1963-2005)
Desde entonces, las asistencias de la Liga irlandesa y del propio Linfield, en general, han caído, como también lo ha hecho el nivel de la competición. La asistencia promedio en liga como local del Linfield es de, aproximadamente, 2 000 espectadores —el promedio más alto de la liga—, pero algunos partidos de otros clubes de la Liga irlandesa atraen a menos de 100. La asistencia del club alcanzó su punto más alto entre 8 000 a 10 000 espectadores en las finales de Copa irlandesa, como la de 2001 contra sus rivales del Glentoran, a la que acudieron 14 000 aficionados. En comparación, desde la década de 1910 hasta finales de 1960, las finales de copa atraían regularmente entre 20 000 a 30 000 espectadores, pero después de 1967 las afluencias al estadio comenzaron a caer.
La caída de asistencia se ha atribuido a varios factores, entre ellos el problema norirlandés, el interés por otros deportes como el rugby y los deportes gaélicos, el retiro del Belfast Celtic (desaparecido) y el Derry City (pasó a jugar la Liga de la República de Irlanda) y el éxito del fútbol inglés que eclipsó al norirlandés. Todo ello fue determinante en que la calidad general de la liga bajase notablemente. De hecho, el Linfield nunca ha logrado pasar la segunda ronda de clasificación de la Liga de Campeones o la UEFA Europa League en su formato actual.

### Dominio del fútbol doméstico (2006-presente)
En la temporada 2005-06, los Blues lograron un cuádruple doméstico al ganar la NIFL Premiership, la Copa irlandesa, la Irish League Cup, y la County Antrim Shield. Pudo hacerse también con la Copa Setanta pero fue elimando por el Drogheda United en la semifinal.
Roy Coyle, entrenador de 1975 a 1990 fue el más exitoso del club hasta la fecha, después de haber ganado 31 trofeos durante su tiempo en Windsor Park. Coyle es seguido de cerca por David Jeffrey, quien ha ganado 30 trofeos en su mandato de 16 años, desde su nombramiento en enero de 1997.
En abril de 2010, el excapitán Noel Bailie logró su partido número 1000 con el club cuando jugó en el empate 0-0 contra el Crusaders en la liga. Unos días más tarde, Linfield ganó su título de liga 49.º después de una victoria por 1-0 contra Cliftonville en Windsor Park. El Linfield se aseguró su título de liga número 50 el 26 de abril de 2011, tras la victoria por 4-0 contra Lisburn Distillery. Bailie se retiró del fútbol al final de la temporada, con 40 años y jugó un total de 1 013 partidos con el club. El Linfield retiró la camiseta número 11 en homenaje al jugador. En la temporada siguiente ganaron su tercer título de liga consecutivo tras derrotar al Portadown 2-1 el 7 de abril de 2012, para hacerse con el título de liga número 51. También levantó su 42.ª Copa Irlandesa, derrotando al Crusaders por 4-1 en la final. Este fue el sexto doblete del club con liga y copa en siete años.
El equipo azul no consiguió ningún título en la temporada 2012-13. En la IFA Premiership estuvieron por debajo la mayor parte de la temporada y sufrieron una derrota en casa por 3-1 ante el recién ascendido del Ballinamallard United en octubre de 2012, entre otras dolorosas derrotas como locales. El Cliftonville se proclamó campeón el 13 de abril de 2013, después de derrotar a los Blues 3-2. El Crusaders fue subcampeón, dejando a los azules en un decepcionante tercer puesto, a 29 puntos del campeón Cliftonville. En la Copa de la Liga irlandesa 2012-13 fueron eliminados en semifinales por el Crusaders, que ganó por 1-0 en Windsor Park en diciembre de 2012. En la Copa irlandesa 2012-13 fueron eliminados por el mismo rival en el partido de desempate de la quinta ronda. Esta fue la primera derrota del equipo en la competición en cuatro años, y la primera vez en 16 años que habían perdido un partido de desempate en la competición. En la Setanta Sports Cup 2013 el club cayó en cuartos de final al perder las dos eliminatorias ante el Shamrock Rovers.
Fueron en primer equipo de Irlanda del Norte en acceder a la ronda de playoff de un torneo continental en la Liga Europa de la UEFA 2019-20, pero fueron eliminados por el Qarabag FK de Azerbaiyán por la regla del gol de visitante.

## Uniforme
- Primera equipación: Camiseta azul, pantalones blancos y medias rojas.
- Segunda equipación: Camiseta blanca, pantalón azul y medias blancas.

## Estadio

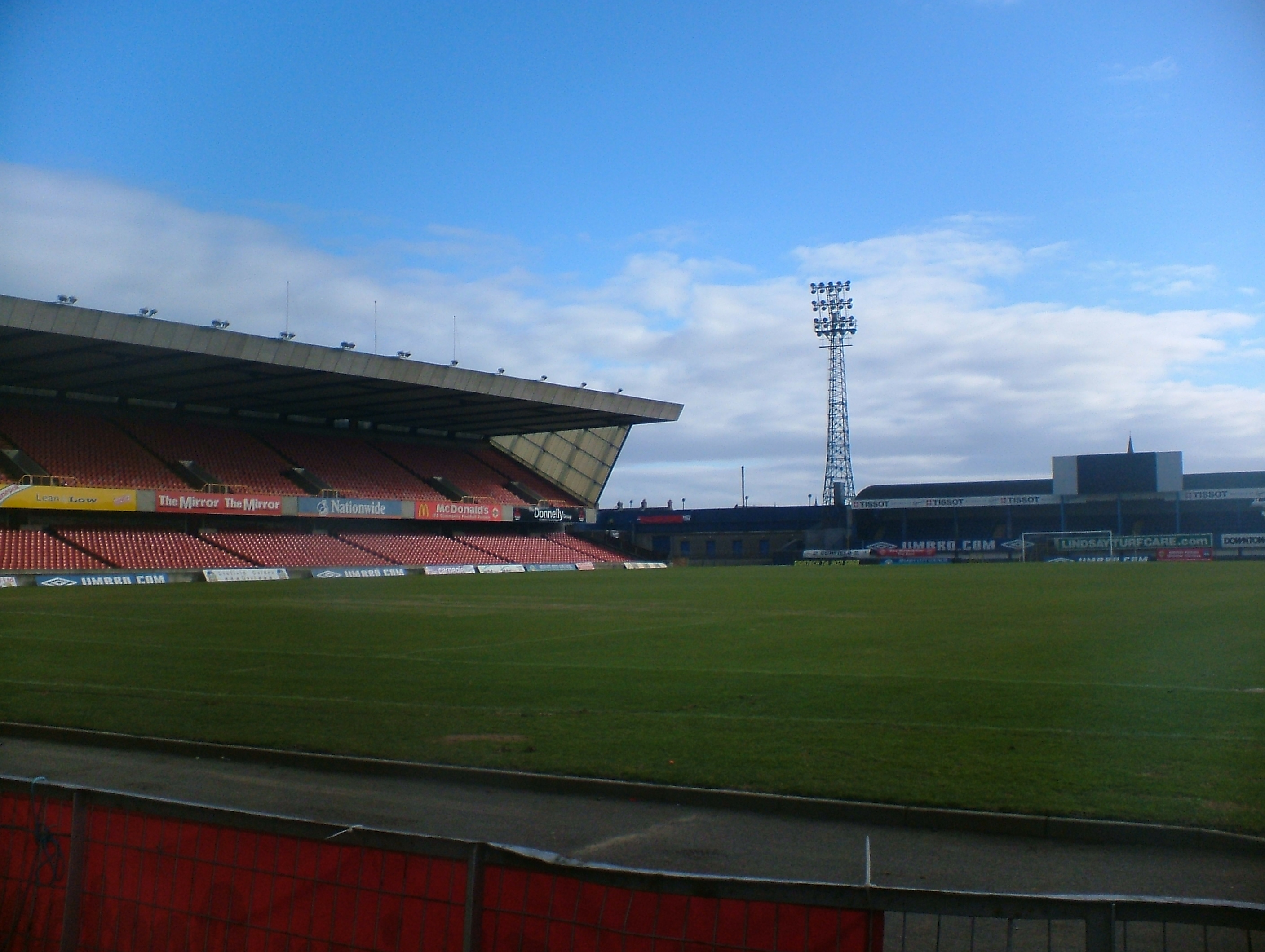
El Windsor Park ha sido la sede del club desde 1905.

El estadio del Linfield es Windsor Park, situado en el sur de Belfast, que es, además, el estadio de fútbol con mayor capacidad de Irlanda del Norte. El órgano rector del fútbol de Irlanda del Norte, la Asociación de Fútbol de Irlanda, alquila el estadio al Linfield para que el equipo nacional de fútbol de Irlanda del Norte dispute sus partidos oficiales como local. El club recibe el 15% de los ingresos internacionales por taquilla como alquiler. Esta es una decisión polémica, ya que clubes rivales de la liga norirlandesa ven esto como una ventaja al Linfield, que permite ofrecer salarios más atractivos y tener un equipo más competitivo que todos los otros clubes. En 2010, la UEFA proporcionó medio millón de euros para una renovación sustancial del estadio, aumentar la capacidad y mejorar la seguridad.

## Palmarés

### Títulos nacionales
- Liga de Irlanda del Norte (57): 1890-91, 1891-92, 1892-93, 1894-95, 1897-98, 1901-02, 1903-04, 1906-07, 1907-08, 1908-09, 1910-11, 1913-14, 1921-22, 1922-23, 1929-30, 1931-32, 1933-34, 1934-35, 1948-49, 1949-50, 1953-54, 1954-55, 1955-56, 1958-59, 1960-61, 1961-62, 1965-66, 1968-69, 1970-71, 1974-75, 1977-78, 1978-79, 1979-80, 1981-82, 1982-83, 1983-84, 1984-85, 1985-86, 1986-87, 1988-89, 1992-93, 1993-94, 1999-00, 2000-01, 2003-04, 2005-06, 2006-07, 2007-08, 2009-10, 2010-11, 2011-12, 2016-17, 2018-19, 2019-20, 2020-21, 2021-22, 2024-25.[24] (Récord)

- Copa de Irlanda del Norte (44): 1890/91, 1891/92, 1892/93, 1894/95, 1897/98, 1898/99, 1901/02, 1903/04, 1911/12, 1912/13, 1914/15, 1915/16, 1918/19, 1921/22, 1922/23, 1929/30, 1930/31, 1933/34, 1935/36, 1938/39, 1941/42, 1944/45, 1945/46, 1947/48, 1949/50, 1952/53, 1959/60, 1961/62, 1962/63, 1969/70, 1977/78, 1979/80, 1981/82, 1993/94, 1994/95, 2001/02, 2005/06, 2006/07, 2007/08, 2009/10, 2010/11, 2011/12, 2016/17, 2020/21.[25] (Récord)

- Copa de la Liga Irlandesa (12): 1986-87, 1991-92, 1993-94, 1997-98, 1998-99, 1999-00, 2001-02, 2005-06, 2007-08, 2018-19, 2022-23, 2023-24.[26] (Récord)

- Irish FA Charity Shield (4): 1993 (compartido), 1994, 2000, 2017. (Récord)

- Gold Cup (33): 1915/16, 1917/18, 1918/19, 1920/21, 1921/22, 1923/24, 1926/27, 1927/28, 1928/29, 1930/31, 1935/36, 1936/37, 1948/49, 1949/50, 1950/51, 1955/56, 1957/58, 1959/60, 1961/62, 1963/64, 1965/66, 1967/68, 1968/69, 1970/71, 1971/72, 1979/80, 1981/82, 1983/84, 1984/85, 1987/88, 1988/89, 1989/90, 1996/97. (Récord)

- City Cup (24): 1894/95, 1895/96, 1897/98, 1899/00, 1900/01, 1901/02, 1902/03, 1903/04, 1907/08, 1909/10, 1919/20, 1921/22, 1926/27, 1928/29, 1935/36, 1937/38, 1949/50, 1951/52, 1957/58, 1958/59, 1961/62, 1963/64, 1967/68, 1973/74. (Récord)

- Ulster Cup (15): 1948/49, 1955/56, 1956/57, 1959/60, 1961/62, 1964/65, 1967/68, 1970/71, 1971/72, 1974/75, 1977/78, 1978/79, 1979/80, 1984/85, 1992/93. (Récord)

- Floodlit Cup (2): 1993/94, 1997/98.

- Top Four Cup (2): 1966/67, 1967/68. (Récord)

- Alhambra Cup (1): 1921/22.

- Jubilee Cup (1): 1935/36.

### Títulos regionales
- County Antrim Shield (County Antrim & District Football Association) (43): 1898/99, 1903/04, 1905/06, 1906/07, 1907/08, 1912/13, 1913/14, 1916/17, 1921/22, 1922/23, 1927/28, 1928/29, 1929/30, 1931/32, 1932/33, 1933/34, 1934/35, 1937/38, 1941/42, 1946/47, 1952/53, 1954/55, 1957/58, 1958/59, 1960/61, 1961/62, 1962/63, 1965/66, 1966/67, 1972/73, 1976/77, 1980/81, 1981/82, 1982/83, 1983/84, 1994/95, 1997/98, 2000/01, 2003/04, 2004/05, 2005/06, 2013/14, 2016/17.[27] (Récord)

- Belfast Charity Cup (24): 1890/91, 1891/92, 1892/93, 1893/94, 1894/95, 1898/99, 1900/01, 1902/03, 1904/05, 1912/13, 1913/14, 1914/15, 1916/17, 1917/18, 1918/19, 1921/22, 1926/27, 1927/28, 1929/30, 1932/33, 1933/34, 1934/35, 1935/36, 1937/38. (Récord)

### Títulos All-Ireland Cup
- North-South Cup (1): 1961/62.
- Copa Blaxnit (1): 1970/71.
- Copa Tyler (1): 1980/81.
- Copa Setanta (1): 2005.

### Títulos no oficiales
- Belfast & District League (2): 1915/16, 1917/18.
- Substitute Gold Cup (2): 1942/43, 1944/45.
- Northern Regional League (3): 1942/43, 1944/45, 1945/46.
- Manchester Charity Cup (2): 1945/1946, 1946/1947.

## Participación en competiciones de la UEFA
| Temporada | Torneo                        | Ronda            | Club               | Casa      | Visita | Global      |
| --------- | ----------------------------- | ---------------- | ------------------ | --------- | ------ | ----------- |
| 1959–60   | European Cup                  | Preliminar       | Göteborg           | 2–1       | 1–6    | 3–7         |
| 1961–62   | European Cup                  | Preliminar       | Vorwärts Berlin    | w/o‡      | 0–3    | 0–3         |
| 1962–63   | European Cup                  | 1                | Esbjerg            | 1–2       | 0–0    | 1–2         |
| 1963–64   | European Cup Winners' Cup     | 2                | Fenerbahçe         | 2–0       | 1–4    | 3–4         |
| 1966–67   | European Cup                  | 1                | Aris               | 6–1       | 3–3    | 9–4         |
| 1966–67   | European Cup                  | 2                | Vålerengen         | 1–1       | 4–1    | 5–2         |
| 1966–67   | European Cup                  | Cuartos de final | CSKA Red Flag      | 2–2       | 0–1    | 2–3         |
| 1967–68   | Inter-Cities Fairs Cup        | 1                | Lokomotive Leipzig | 1–0       | 1–5    | 2–5         |
| 1968–69   | Inter-Cities Fairs Cup        | 1                | Vitória de Setúbal | 1–3       | 0–3    | 1–6         |
| 1969–70   | European Cup                  | 1                | Red Star Belgrade  | 2–4       | 0–8    | 2–12        |
| 1970–71   | European Cup Winners' Cup     | 1                | Manchester City    | 2–1       | 0–1    | 2–2 (a)     |
| 1971–72   | European Cup                  | 1                | Standard Liège     | 2–3       | 0–2    | 2–5         |
| 1975–76   | European Cup                  | 1                | PSV                | 1–2       | 0–8    | 1–10        |
| 1978–79   | European Cup                  | 1                | Lillestrøm         | 0–0       | 0–1    | 0–1         |
| 1979–80   | European Cup                  | Preliminar       | Dundalk            | 0–2       | 1–1    | 1–3         |
| 1980–81   | European Cup                  | 1                | Nantes             | 0–1       | 0–2    | 0–3         |
| 1981–82   | UEFA Cup                      | 1                | K.S.K. Beveren     | 0–3       | 0–5    | 0–8         |
| 1982–83   | European Cup                  | 1                | 17 Nëntori         | 2–1       | 0–1    | 2–2 (a)     |
| 1983–84   | European Cup                  | 1                | Benfica            | 2–3       | 0–3    | 2–6         |
| 1984–85   | European Cup                  | 1                | Shamrock Rovers    | 0–0       | 1–1    | 1–1 (a)     |
| 1984–85   | European Cup                  | 2                | Panathinaikos      | 3–3       | 1–2    | 4–5         |
| 1985–86   | European Cup                  | 1                | Servette           | 2–2       | 1–2    | 3–4         |
| 1986–87   | European Cup                  | 1                | Rosenborg          | 1–1       | 0–1    | 1–2         |
| 1987–88   | European Cup                  | 1                | Lillestrøm         | 2–4       | 1–1    | 3–5         |
| 1988–89   | UEFA Cup                      | 1                | Turun Palloseura   | 1–1       | 0–0    | 1–1 (a)     |
| 1989–90   | European Cup                  | 1                | Dnipro             | 1–2       | 0–1    | 1–3         |
| 1993–94   | UEFA Champions League         | Preliminar       | Dinamo Tbilisi     | 1–1       | 1–2    | 2–3†        |
| 1993–94   | UEFA Champions League         | 1                | Copenhague         | 3–0       | 0–4    | 3–4         |
| 1994–95   | UEFA Cup                      | Preliminar       | FH                 | 3–1       | 0–1    | 3–2         |
| 1994–95   | UEFA Cup                      | 1                | OB                 | 1–1       | 0–5    | 1–6         |
| 1995–96   | UEFA Cup Winners' Cup         | Clasificatoria   | Shakhtar Donetsk   | 0–1       | 1–4    | 1–5         |
| 1998–99   | UEFA Cup                      | Clasificatoria 1 | Omonia             | 5–3       | 1–5    | 6–8         |
| 1999–00   | UEFA Cup                      | Clasificatoria   | Lokomotivi Tbilisi | 1–1       | 0–1    | 1–2         |
| 2000–01   | UEFA Champions League         | Clasificatoria 1 | Haka               | 2–1       | 0–1    | 2–2 (a)     |
| 2001–02   | UEFA Champions League         | Clasificatoria 1 | Torpedo Kutaisi    | 0–0       | 0–1    | 0–1         |
| 2002–03   | UEFA Cup                      | Clasificatoria   | Stabæk             | 1–1       | 0–4    | 1–5         |
| 2004–05   | UEFA Champions League         | Clasificatoria 1 | HJK                | 0–1       | 0–1    | 0–2         |
| 2005–06   | UEFA Cup                      | Clasificatoria 1 | Ventspils          | 1–0       | 1–2    | 2–2 (a)     |
| 2005–06   | UEFA Cup                      | Clasificatoria 2 | Halmstad           | 2–4       | 1–1    | 3–5         |
| 2006–07   | UEFA Champions League         | Clasificatoria 1 | Gorica             | 1–3       | 2–2    | 3–5         |
| 2007–08   | UEFA Champions League         | Clasificatoria 1 | Elfsborg           | 0–0       | 0–1    | 0–1         |
| 2008–09   | UEFA Champions League         | Clasificatoria 1 | Dinamo Zagreb      | 0–2       | 1–1    | 1–3         |
| 2009–10   | UEFA Europa League            | Clasificatoria 1 | Randers            | 0–3       | 0–4    | 0–7         |
| 2010–11   | UEFA Champions League         | Clasificatoria 2 | Rosenborg          | 0–0       | 0–2    | 0–2         |
| 2011–12   | UEFA Champions League         | Clasificatoria 2 | BATE               | 1–1       | 0–2    | 1–3         |
| 2012–13   | UEFA Champions League         | Clasificatoria 1 | B36                | 0–0       | 0–0    | 0–0 (4–3 p) |
| 2012–13   | UEFA Champions League         | Clasificatoria 2 | AEL                | 0–0       | 0–3    | 0–3         |
| 2013–14   | UEFA Europa League            | Clasificatoria 1 | ÍF                 | 3–0       | 2–0    | 5–0         |
| 2013–14   | UEFA Europa League            | Clasificatoria 2 | Skoda Xanthi       | 1–2       | 1–0    | 2–2 (a)     |
| 2014–15   | UEFA Europa League            | Clasificatoria 1 | B36                | 1–1       | 2–1    | 3–2         |
| 2014–15   | UEFA Europa League            | Clasificatoria 2 | AIK                | 1–0       | 0–2    | 1–2         |
| 2015-16   | UEFA Europa League            | Clasificatoria 1 | NSÍ Runavík        | 2–0       | 3–4    | 5–4         |
| 2015-16   | UEFA Europa League            | Clasificatoria 2 | Spartak Trnava     | 1–3       | 1–2    | 2–5         |
| 2016-17   | UEFA Europa League            | 1                | Cork City          | 0-1       | 1–1    | 1-2         |
| 2017-18   | UEFA Champions League         | Clasificatoria 1 | La Florita         | 1–0       | 0-0    | 1-0         |
| 2017-18   | UEFA Champions League         | Clasificatoria 2 | Celtic             | 0-2       | 0-4    | 0-6         |
| 2019-20   | UEFA Champions League         | Clasificatoria 1 | Rosenborg          | 0–2       | 0–4    | 0–6         |
| 2019-20   | UEFA Europa League            | Clasificatoria 2 | HB                 | 1–0       | 2–2    | 3–2         |
| 2019-20   | UEFA Europa League            | Clasificatoria 3 | Sutjeska           | 3–2       | 2–1    | 5–3         |
| 2019-20   | UEFA Europa League            | Play-off         | Qarabağ            | 3–2       | 1–2    | 4–4 (v.)    |
| 2020-21   | UEFA Champions League         | Preliminar       | Tre Fiori          | 2–0       | 2–0    | 2–0         |
| 2020-21   | UEFA Champions League         | Preliminar       | Drita              | 3–0‡      | 3–0‡   | 3–0‡        |
| 2020-21   | UEFA Champions League         | Clasificatoria 1 | Legia de Varsovia  | –         | 0–1    | 0–1         |
| 2020-21   | UEFA Europa League            | Clasificatoria 2 | Floriana           | 0–1       | –      | 0–1         |
| 2021-22   | UEFA Champions League         | Clasificatoria 1 | Žalgiris           | 1–2       | 1–3    | 2–5         |
| 2021-22   | Europa Conference League      | Clasificatoria 2 | Borac              | 4–0       | 0–0    | 4–0         |
| 2021-22   | Europa Conference League      | Clasificatoria 3 | Fola Esch          | 1–2       | 1–2    | 2–4         |
| 2022-23   | UEFA Champions League         | Clasificatoria 1 | The New Saints     | 2–0 (aet  | 0–1    | 2–1         |
| 2022-23   | UEFA Champions League         | Clasificatoria 2 | Bodø/Glimt         | 1–0       | 0–8    | 1–8         |
| 2022-23   | UEFA Europa League            | Clasificatoria 3 | Zürich             | 0–2       | 0–3    | 0–5         |
| 2022-23   | UEFA Europa Conference League | Playoff          | RFS                | 1–1 (aet) | 2–2    | 3–3 (2–4 p) |
| 2023-24   | UEFA Europa Conference League | Clasificatoria 1 | Vllaznia           | 3–1       | 0–1    | 3–2         |
| 2023-24   | UEFA Europa Conference League | Clasificatoria 2 | Pogoń Szczecin     | 2–5       | 2–3    | 4–8         |
| 2024-25   | UEFA Conference League        | Clasificatoria 1 | Stjarnan           | 3-2       | 0-2    | 3-4         |

‡El Linfield abandonó el torneo después de jugar el partido de ida en condición de visitante.

†El Dinamo Tbilisi fue expulsado del torneo, y el Linfield fue reinstalado.

‡La UEFA dio como ganador al Linfield por un marcador de 3-0.

### Récord Europeo
| Torneo                             | PJ  | PG | PE | PP | GF  | GC  | Dif. |
| ---------------------------------- | --- | -- | -- | -- | --- | --- | ---- |
| Copa de Europa / Liga de Campeones | 78  | 11 | 23 | 44 | 66  | 139 | -73  |
| Copa de la UEFA / Liga Europea     | 43  | 13 | 9  | 21 | 49  | 78  | -28  |
| Copa de Ferias                     | 4   | 1  | 0  | 3  | 3   | 11  | -8   |
| UEFA Europa Conference League      | 10  | 3  | 3  | 5  | 18  | 19  | -1   |
| Recopa de Europa                   | 6   | 2  | 0  | 4  | 6   | 11  | –5   |
| Total                              | 141 | 30 | 35 | 78 | 142 | 258 | –116 |

## Afición y rivalidades
El Linfield en el pasado era considerado como un "club protestante" y todavía se llama así sigue siendo la gran mayoría de la comunidad hincha del club. Sin embargo, el equipo en sí es uno de los más diversos en la Liga norirlandesa y su entrenador, David Jeffrey, mantiene que lo que más importa es el deseo de los jugadores de llevar la famosa camiseta azul, sin afiliación religiosa.
El club ha sido considerado tradicionalmente como sectario, tanto con respecto a su política de empleo como del comportamiento de sus aficionados. Esta reputación sectaria es en parte el resultado de las acciones de los aficionados que tienen un historial de comportamiento anticatólico que van desde cantos sectarios en las gradas a la pura y simple violencia. También es en parte el resultado de una política histórica no oficial de no firmar jugadores católicos, y un número insignificante de católicos locales jugando para el club durante el conflicto norirlandés. El problema se agrava aún más por la ubicación del Windsor Park en una zona de Belfast que es hostil a los católicos.

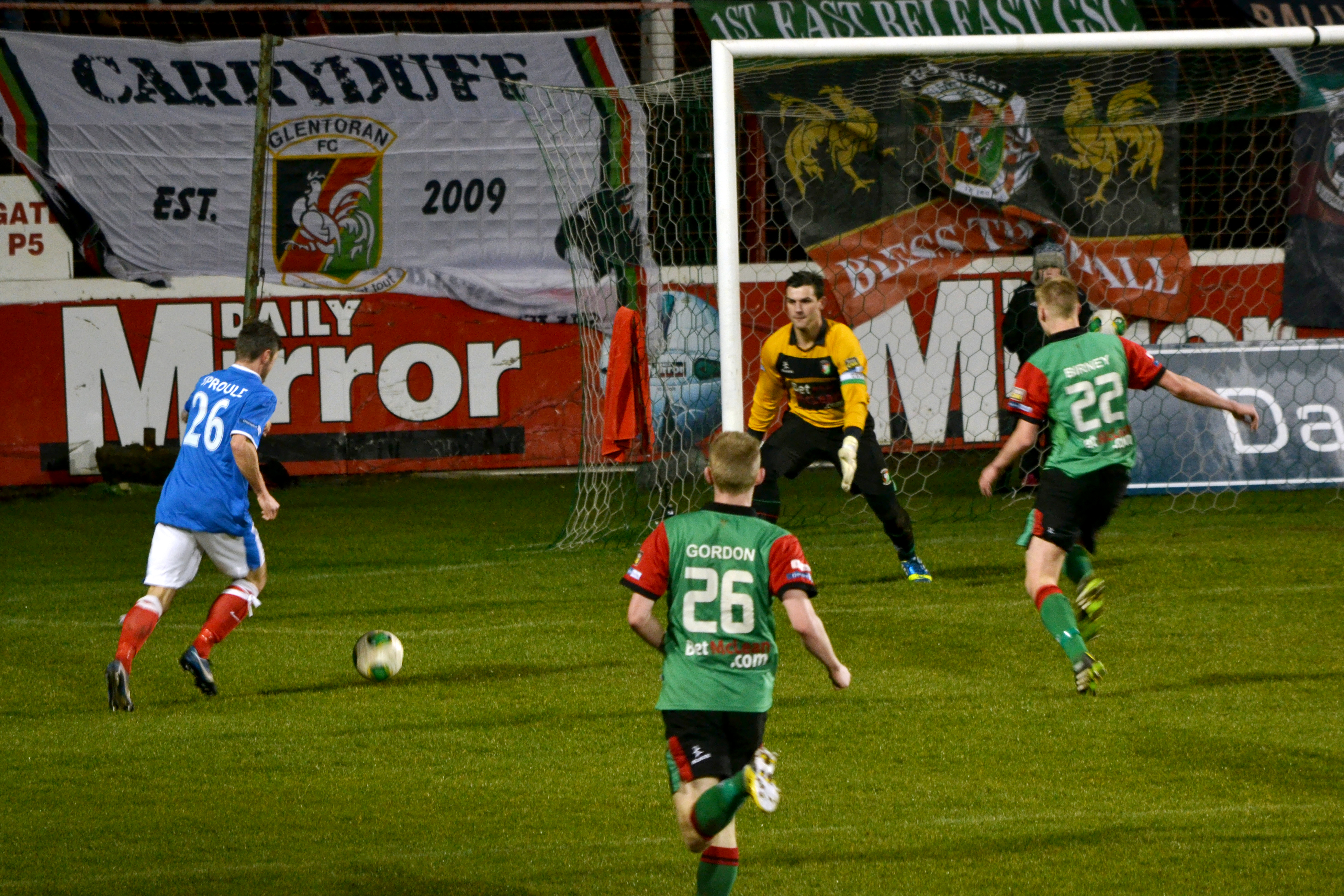
Acción del Big Two Derby jugado en the Oval en febrero de 2014. Linfield ganó 1–0.

Las tensiones sectarias han sido durante mucho tiempo una de las causas de los conflictos en los partidos de fútbol de Irlanda del Norte, y los problemas con el público, en ocasiones, ha empañado partidos del Linfield lo largo del siglo XX. En 1948, el Belfast Celtic se retiró de la Liga de Irlanda después de años de multitud de problemas sectarios que culminaron en un partido en el Boxing Day contra el Linfield en Windsor Park, que terminó en una invasión de campo y una revuelta en la que el delantero centro protestante del Belfast Celtic, Jimmy Jones, sufrió una fractura en la pierna.
Un partido de 1997 contra el Coleraine fue abandonado cuando los aficionados del Linfield lanzaron botellas al terreno de juego después de que dos jugadores del Linfield fueran expulsados. En mayo de 2005 hubo disturbios en Dublín en la final de la Copa Setanta entre el Linfield y el Shelbourne de la República de Irlanda. En el mismo mes, a los hinchas del Linfield se les prohibió viajar a The Oval durante un partido contra el Glentoran tras los disturbios relacionados con los dos grupos de aficionados el mes anterior. El Glentoran negó que esta fuese la razón de la prohibición, citando las regulaciones de salud y seguridad que obligaron a cerrar la gradas de los aficionados visitantes. En 2008, tres aficionados del Linfield fueron acusados en un tribunal de Dublín de delitos contra el orden público en un partido de la Setanta Cup contra el St Patrick's Athletic, pero fueron puestos en libertad. En noviembre del mismo año, el jugador del Linfield Conor Hagan fue alcanzado por un cohete que fue lanzados por aficionados del Cliftonville después de la derrota de 2-1 del Linfield a manos del Cliftonville.
La dirección del Linfield ha pasado los últimos años tratando de revertir el estigma de la prensa negativa asociada al club. El Linfield ha avanzado en la cooperación con la Asociación Irlandesa de Fútbol (IFA), que ha puesto en marcha una campaña llamada "Dale una patada al sectarismo". Ayudó a un equipo local de camogie que necesitaba espacio para entrenar en 2005, y también construyó vínculos con la Asociación Atlética Gaélica, que tradicionalmente ha tenido poco apoyo de la comunidad protestante en Irlanda del Norte. En 2006 el presidente de la FIFA Sepp Blatter elogió la política del Linfield por su lucha contra la intolerancia. Se celebró un partido para abordar el conflicto entre el Linfield y el Belfast Celtic, llamado Lish and Gerry at the Shrine («Lish y Gerry en el Santuario»), presenciado por la IFA en Windsor Park en octubre de 2010, con la cooperación del Linfield.